# Bellator 126
Bellator 126: Shlemenko vs. Halsey foi um evento de artes marciais mistas promovido pelo Bellator MMA, ocorrido em 26 de setembro de 2014 no Grand Canyon University Arena em Phoenix, Arizona. O evento foi transmitido ao vivo na Spike TV.

## Background
O evento teve como luta principal a disputa pelo Cinturão Peso Médio do Bellator entre o então campeão Alexander Shlemenko e o vencedor do Torneio da 10ª Temporada Brandon Halsey.
O card também contou com a Final do Torneio de Leves da 10ª Temporada entre Patricky Freire e Marcin Held.

## Resultados
Nota 1 Pelo Cinturão Peso Médio do Bellator.

Nota 2 Final do Torneio de Leves da 10ª Temporada.

Nota 3 O árbitro interrompeu a luta entre rounds devido a um músculo rasgado de Martinez.

## Ligações Externas
1. ↑  Nota 1
2. ↑  Nota 2
3. ↑  Nota 3